# Barleria galpinii
Barleria galpinii es una especie de planta con flores del género Barleria, familia Acanthaceae.
Es nativa de Botsuana.

## Descripción
Es un subarbusto ramificado que puede llegar a crecer 15-70 centímetros de altura, con semillas de 7,5–8,5 × 6,5–7 mm. Los tallos presentan dos líneas opuestas con tricomas (pelos) finos de color blanco. Posee hojas ovadas de 2,2–7 × 1,3–3,5 centímetros, ápice agudo. Pecíolo de 0–5 mm de largo. Puede encontrarse en matorrales abiertos y colinas rocosas secas.